# محمية سوبا الطبيعية
محمية سوبا الطبيعية تقع غرب الخليل في أراضي مدينة دورا بمحافظة الخليل بالضفة الغربية، تصل مساحتها الإجمالية إلى 12 ألف دونم (12 مليون متر مربع)، والمساحة النموذجية للمحمية حوالي 200 دونمًا (200 ألف متر مربع)، تضم نباتات وحيوانات برية وطيور.

## الجغرافيا
ترتفع المحمية عن سطح البحر حوالي 450 متر، وتمتد من كريسة شرقا لأراضي سوبا، وحتى أراضي ترقوميا وإذنا شمالاً،وأراضي تفوح من الشرق، وأراضي إذنا من الغرب.